# 라테라
라테라(이탈리아어: Latera)는 이탈리아 라치오주 비테르보도에 위치한 코무네다.

## 같이 보기
- 카스트로 전쟁